# Aeroméxico

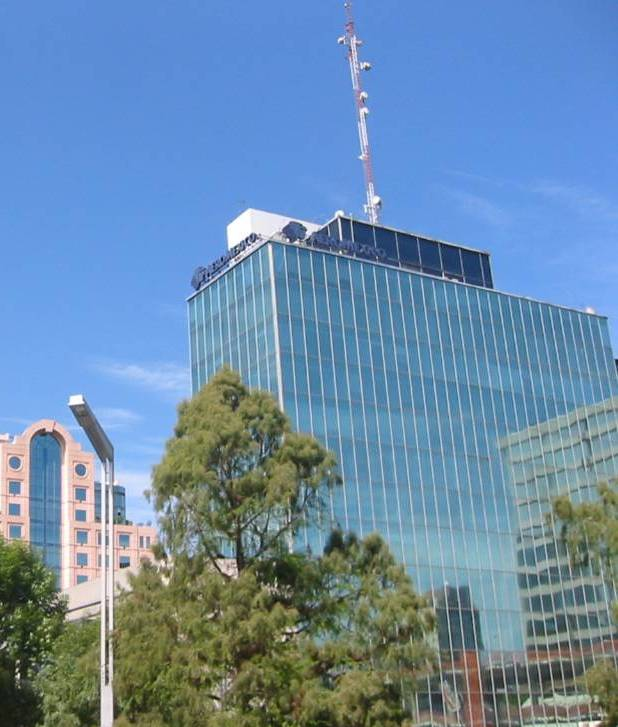
A sede da Aeroméxico na Cidade do México.

Aerovías de México, S.A. de C.V., conhecida pela marca Aeroméxico, é a companhia aérea nacional do México, com sede na Cidade do México. Opera serviços regulares para mais de 90 destinos no México; América do Norte, Sul e Central; Caribe, Europa e Ásia. Sua base principal e hub estão na Cidade do México, com hubs secundários em Guadalajara e Monterrey. Sua sede fica no Paseo de la Reforma, a avenida que abriga o distrito financeiro da Cidade do México.
O Grupo Aeroméxico inclui a Aeroméxico, Aeroméxico Connect (subsidiária regional) e Aeroméxico Contigo (produto em determinadas rotas Estados Unidos-México). Atualmente, o grupo ocupa a 2ª posição em market share doméstico, atrás da Volaris, com 24,2%; e n ° 1 lugar em participação no mercado internacional com 15,8%, nos 12 meses encerrados em março de 2020, tornando-se o maior grupo aéreo internacional do México. A Aeroméxico é um dos quatro membros fundadores da aliança de companhias aéreas SkyTeam, junto com a Air France, Delta Air Lines e Korean Air.
A Aeroméxico trabalha em estreita colaboração com a norte-americana Delta Air Lines, que detém parte da Aeroméxico e, em 2015, anunciou sua intenção de adquirir até 49%. Em 8 de maio de 2017, entrou em vigor um acordo comercial conjunto, por meio do qual as companhias aéreas compartilham informações, custos e receitas em todos os seus voos entre os Estados Unidos e o México.
Em 2016, a companhia transportou 19,703 milhões de passageiros (um aumento de 5,0% em comparação com o ano anterior), dos quais 13,047 milhões domésticos (aumento de 3,7%) e 6,656 milhões internacionais (aumento de 7,6%). A empresa transportou 34,776 milhões de passageiros-quilômetro por receita, 43,362 milhões de assentos disponíveis-quilômetro e uma taxa de ocupação de 80,3%.

## História

### 1934

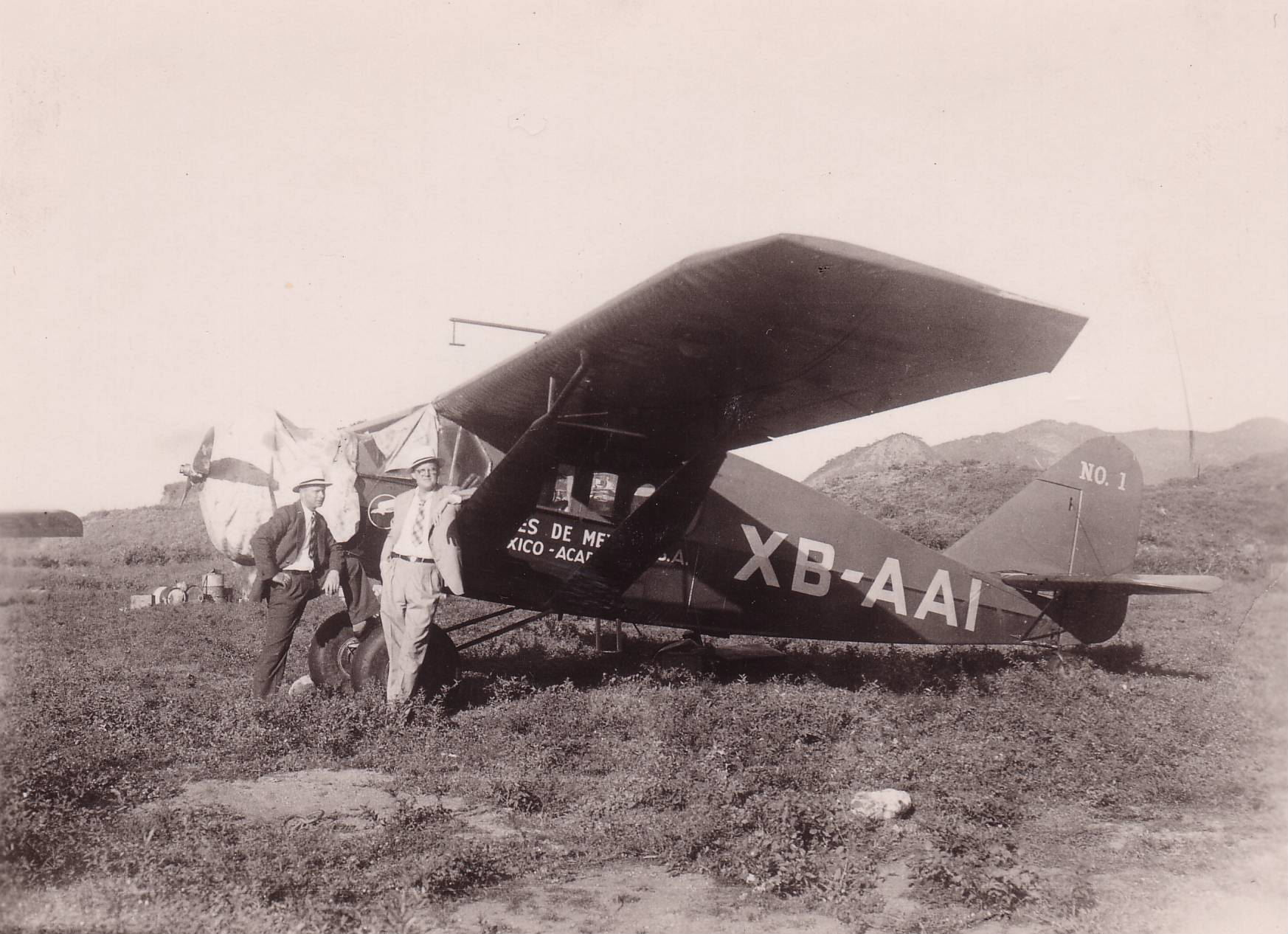
Aeromexico Mexico City - Acapulco ca. 1935

A companhia aérea foi fundada em 15 de setembro de 1934, com o nome de Aeronaves de México por Antonio Díaz Lombardo. O 1º avião da empresa foi um Stinson SR e Julio Zinser o 1º piloto. O 1º võo foi entre a Cidade do México e Acapulco, em 14 de setembro de 1934.
Quando a Segunda Guerra Mundial começou, a empresa continuou a crescer com a ajuda da Pan Am, que era proprietária de 25% da companhia. A Aeroméxico viu algumas chances para as próximas duas décadas. De qualquer modo, durante os anos 1950, a renovação começou, e a companhia tomou controle de várias outras pequenas companhias espalhadas pelo país, incluindo Aerovias Guest (a 2º maior companhia na época) que possuía as rotas para Madri e Paris. A Aeroméxico teve aeronaves inovadoras na época como o DC-3, e DC-4.

### 1950
No fim dos anos 1950, os DC-4 foram trocados por Douglas DC-6 e 3 Bristol Britannia, o 1º turbopropulsor de passageiros na frota e em 1958, uma nova rota para o Aeroporto de Idlewild (agora JFK) usando o mesmo Bristol Britannia. A rota Cidade do méxico-Nova York provou-se lucrativa. Em 1959, a companhia foi nacionalizada.

### 1960
No começo dos anos 1960, a frota da Aeronaves de Mexico (Aeromexico) incluía Douglas DC-3, Douglas DC-6, e Bristol Britannia. Em 1961, a "Aeronaves" começou a trocar seus aviões para aeronaves a jato. Os primeiros a chegar, foram 2 Douglas DC-8. Os aviões eram usados em rotas dentro do México e para Nova Iorque. Entre 1962 e 1963, Aeronaves de Mexico (Aeromexico) fundiu a empresa Aerovias Guest Mexico com a Aeronaves de Mexico. No fim dos anos 1960, mais DC-8 foram adicionados a frota, e serviam a Europa. Em 1964, o 1ª Douglas DC-9-15 entrou para a frota, seguido de mais 9 até 1968, os aviões eram usados em rotas domésticas e para os Estados Unidos, substituindo os aviões turbo propulsores. No fim dos anos 1960, os Douglas DC-3 foram retirados da frota.

### 1970
Os anos 1970 trouxeram mudanças para a Aeroméxico. Em 1970, sob um plano do governo, As companhia domésticas do México foram reorganizadas em um sistema integrado de transporte sob controle da Aeronaves de Mexico. O sistema incluía oito menores portadores, embora estes tivessem sido dissolvidos.
Durante o início da década de 1970, os remanescentes DC-6 e Bristol Britannia foram retirados da frota. Uma nova pintura (laranja e preto) foram introduzidos na companhia e a companhia mudou o nome para "Aeronaves de México", versão encurtada para Aeroméxico em fevereiro de 1972. Aeromexico, foi uma das lançadoras do programa Douglas DC-10-30, recebendo os dois primeiros aviões em 1974, registrados como XA-DUG e XA-DUH. No mesmo ano a companhia recebeu a entrega de 4 Douglas DC-9-32. Durante este período, a empresa era muito popular, devido ao fato de que teve muitas participações nos filmes mexicanos. Basicamente, na maioria dos filmes, algum personagem tinha que viajar, e propositadamente, viajaria pela AeroMéxico. Os serviços para o Canadá se iniciaram no fim dos anos 1970, e mais 2 DC-9-15 foram incluídos na frota.

### 1980
No início dos anos 1980, vieram tempos de expansão. Uma nova pintura fez parte da empresa (pintura laranja e prata), 2 DC-10-15 e um DC-10-30 foram incluídos em 1981, N10038 e N1003N, e em 1982, N3878P depois XA-RIY. Aeromexico foi uma das empresas lançadora do McDonnell Douglas MD-82, uma nova versão do DC-9, recebendo os 2 primeiros aviões em 1981. Durante o período de 1980 e 1981, 8 novos DC-9-32 foram adicionados a frota.
Em 31 de agosto de 1986, um acidente fatal ocorreu na cidade de Los Angeles, envolvendo um Douglas DC-9, durante a aproximação do Aeroporto Internacional de Los Angeles, quando foi atingido por uma aeronave de pequeno porte. Os dois aviões caíram. Todos os 64 passageiros e a tripulação a bordo do DC-9-32 morreram, como no outro avião. As investigações finais indicaram culpa da tripulação do outro avião.
Em abril de 1988, a estatal foi declarada falida. Os principais motivos foram falta de organização, uma frota de aviões com média de 20 anos, sem planos de renovação e uma administração ruim do governo. A companhia ficou inoperante por 3 meses. Em Agosto, um plano de privatização estava em andamento. Incluía a retirada de 10 Douglas DC-8 com mais 5 DC-9-15. Aerovias de Mexico, S.A. de C.V., foi estabelecida em 7 de setembro de 1988, com os principais objetivos de transportes de passageiros, cartas e cargas. A nova linha aérea retomou as atividade com 25 aeronaves (DC-9-32, MD-82/83 e DC-10) e menos da metade do quadro de funcionários.
Os principais investidores, eram bancos locais, investidores privados como Boris Irmaz ue possuía 25% da LAN Chile e 25% pilotos da união, ASPA. Revitalizada e revigorada, a Aeroméxico  mudou a pintura (azul e vermelho) no começo de 1989. Durante o período entre 1989 e 1991, muitas aeronaves foram incluídas na frota: 1 McDonnell Douglas DC-10-30, 4 ex-Eastern Air Lines Douglas DC-9-31, e 10 novos McDonnell Douglas MD-88.

### 1990
No começo dos anos 1990, foram tempos difíceis, com o aumento dos preços do combustível por causa da Guerra do Golfo, e uma guerra de tarifas entre as empresas domésticas como a TAESA, Saro, Aviacsa, entre outras.
AeroMéxico, uma cliente fiel da McDonnell Douglas tornou-se uma cliente da Boeing em 1990, fazendo um pedido de 26 Boeing 767/Boeing 757 com entregas para 1991 e 1996. De qualquer forma, somente 15 destes aviões foram entregues. 4 pedidos do Boeing 757 foram para a AeroPerú entre 1993 e 1996. Em 1991, a Aeromexico comprou a Aerolitoral. A frota cresceu de 27 aeronaves em outubro de 1988, para 55 em Dezembro 1992.
No fim de 1992, o Grupo AeroMexico, estava entre os investidores que falharam na aquisição da Continental Airlines. Depois daquele ano, a AeroMexico adquiriu participação de 35% na falida Aeroperú (a Delta Airlines possuía outros 35%), participação esta alienada em 1999. No fim de 1993, 2 Boeing 757 (XA-SMD e XA-SME), foram operados pela Aeroperú até março de 1999 quando a Aeroperú foi liquidada.
Entre 1991 e 1994, mais MD-82 e 83 de segunda mão foram adicionados a frota. Os 2 primeiros McDonnell Douglas MD-87 se juntaram a frota em 1993 para voos charter e 6 novos Boeing 757 foram incluídos. Em 1992, AeroMéxico começou voos diretos para Madri e Paris a partir da Cidade do México e começou serviços para Frankfurt via Paris e Roma via Madri. Em 1993 Aeromexico Group, tomou controle da Mexicana, a 2ª maior companhia do México. Entre 1994 e 1995, os 6 DC-10 foram retirados da frota.
No começo de 1995, no meio de uma crise no México, a AeroMexico sofreu uma fraude de US$75m pelo presidente da companhia Gerardo de Prevoisin. E Grupo Cintra foi criado para evitar a falência das  duas maiores empresas. Em agosto de 1995, foi possível o reestruturamento financeiro. Houve um retrocesso na frota, 3 MD-83 foram devolvidos aos seus lessors e 4 Boeing 767 para voos para Frankfurt e Rome foram cancelados. No fim de 1996, um code share com a Delta Air Lines e Air France foi feito. 3 anos depois em 1999, AeroMexico tornou-se uma das fundadoras do SkyTeam.
Desde 1995, muitos bancos como Bancomer, que era detentor de muitas ações no grupo Grupo Cintra foram vendidos para bancos estrangeiros, o governo durante as transações manteve as ações. Novas aeronaves foram incluídas na frota entre 1996 e 2000: 4 Boeing 767, 3 Boeing 757, e 6 MD-80. Voos para Madri e Paris começaram a ser operados diariamente.
A venda do Grupo Cintra foi anunciada depois de muitos atrasos, em Setembro de 1999. Com a eleição presidencial em 2000, tudo estava atrasado de novo. O novo governo deteve tudo até surgirem melhores condições. Quando tudo estava para ser resolvido, houve os atentados terroristas 11 de setembro de 2001.

### 2000
No período entre 2000-2005, a AeroMéxico teve uma média de 60 aeronaves, com mais 20 na Aerolitoral. Depois dos atentados e a Guerra do Golfo, começou um plano de renovação de frota. Começou no meio de 2003, para substituir os DC-9-32 (14) da frota, como os modelos MD-82/83, por aviões mais eficientes como o Boeing 737-700/800. O 1º 737-700 entrou em operação em dezembro de 2003. E os Boeing 767 e 757, há planos de troca por Boeing 787 e Boeing 777. A Aerolitoral trocou os aviões Fairchild Metros e Saab por aviões Embraer ERJ-145.
Em 29 de novembro de 2005, o Grupo Cintra aceitou em vender o Grupo Mexicana (Mexicana de Aviación and Click Mexicana) para uma rede de hotéis Mexicanos e Grupo Posadas por USD$165.5 milhões.
Em 29 de março de 2006, Andrés Conesa, anunciou a inauguração de voos diretos entre o Japão e a cidade do México via Tijuana. Isto foi após a compra de 2 Boeing 777-200ER. Isto fez a Aeroméxico, a segunda companhia latina a voar para a Ásia depois da Varig. Mas, por causa da situação da Varig, a Aeroméxico é a única empresa até a Varig retomar os voos para a Ásia. Em  29 de junho de 2006, a International Lease Finance Corporation (ILFC) e a AeroMéxico anunciaram que a companhia ira operar 3 Boeing 787. A Aeromexico ira adquirir por meio de leasing os três 787-8 da ILFC com entregas previstas para 2010.

## Subsidiárias
- A Aeroméxico Connect antiga Aerolitoral é uma linha aérea regional baseada no Aeroporto Internacional General Mariano Escobedo em Monterrey.
- A Aeromexpress é uma empresa aérea especializada em cargas, com base no Aeroporto Internacional da Cidade do México.

## Frota

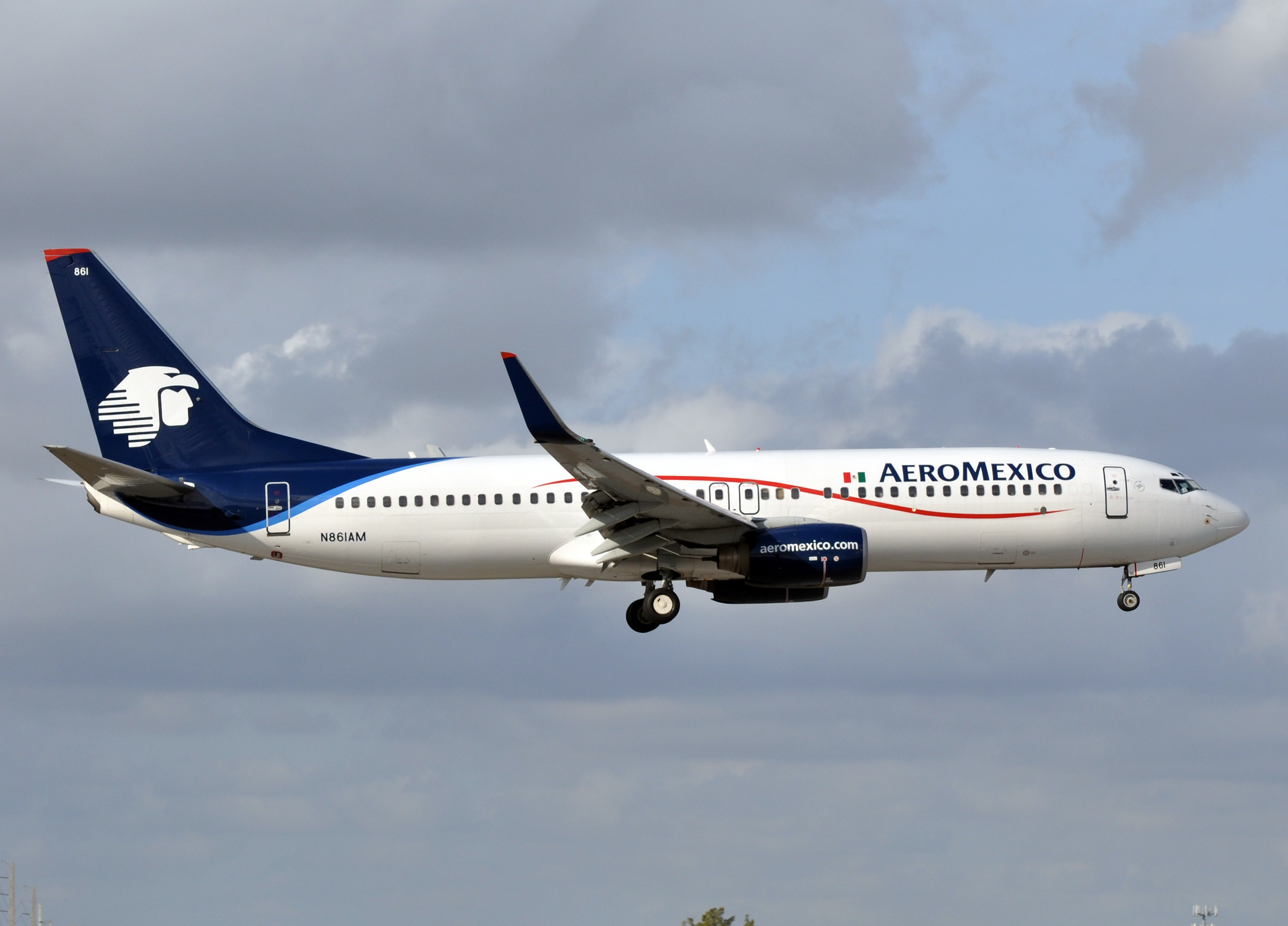
Boeing 737-800 da Aeroméxico.

Em março de 2023, a frota da empresa era composta por:
| Aeronave         | Total | Pedidos | Passageiros (1ª Classe/Econômica) | Rotas                                              | Nota               |
| ---------------- | ----- | ------- | --------------------------------- | -------------------------------------------------- | ------------------ |
| Boeing 737-700   | 5     | -       | 124 (12/112)                      | Rotas domésticas/Internacionais México e EUA       | Aeromexico         |
| Boeing 737-800   | 36    |         | 150 (24/126)                      | Rotas domésticas/Internacionais México, Peru e EUA | Aeromexico         |
| Boeing 737 MAX 8 | 33    | 61      |                                   | Rotas domésticas/internacionais.                   | Aeromexico         |
| Boeing 737 MAX 9 | 36    |         |                                   | Rotas domésticas/internacionais.                   | Aeromexico         |
| Boeing 787-8     | 8     |         |                                   | Rotas Longas/internacionais                        | Aeromexico         |
| Boeing 787-9     | 14    |         |                                   | Rotas longas/internacionais                        | Aeromexico         |
| Embraer ERJ-190  | 42    |         |                                   |                                                    | Aeromexico Connect |
| Total            | 149   | 61      |                                   |                                                    |                    |

### Aeronaves retiradas
- ATR-72
- Boeing 757-200
- Boeing 767-200
- Boeing 767-300
- Douglas DC-3
- Douglas DC-4
- Douglas DC-6
- Douglas DC-8-21/51
- Embraer E-170/175[11]
- McDonnell Douglas DC-8-63CF
- McDonnell Douglas DC-9-15
- McDonnell Douglas DC-9-31/32
- McDonnell Douglas DC-10-15
- McDonnell Douglas DC-10-30